# Rahovart
Rahovart, ou "Senhor Rahovart", é um demônio e companheiro de Satanás. Ele é referenciado no Moralidade de Durzel, um livro do Renascimento impresso em Rouen. Pouco se sabe sobre Rahovart. No relato datado do livro de Durzel, que termina até ao final do século XV, Rahovart é caracterizado ao tormento do mal e da avareza dos ricos e velhos rabugentos. Ele também é acusado de avalanches e tormentos fantasmagóricos.
Alega-se que os idosos estão mais sujeitos a detenção por este tipo de demônio e se a pessoa puder morrer sob o efeito demoníaco, suas almas são levadas ao cesto de Rahovart até o Juízo Final.